# Chiasmocleis
Chiasmocleis és un gènere de granotes de la família Microhylidae.

## Taxonomia
- Chiasmocleis alagoanus
- Chiasmocleis albopunctata
- Chiasmocleis anatipes
- Chiasmocleis atlantica
- Chiasmocleis bassleri
- Chiasmocleis capixaba
- Chiasmocleis carvalhoi
- Chiasmocleis centralis
- Chiasmocleis cordeiroi
- Chiasmocleis crucis
- Chiasmocleis hudsoni
- Chiasmocleis jimi
- Chiasmocleis leucosticta
- Chiasmocleis magnova
- Chiasmocleis mehelyi
- Chiasmocleis panamensis
- Chiasmocleis schubarti
- Chiasmocleis shudikarensis
- Chiasmocleis ventrimaculata